# 鍾小玲
鍾小玲（英語：Agnes Allcock Chung Siu-ling，1953年12月9日—），前香港特別行政區政府官員，現已退休，曾任公務員事務局副秘書長及駐倫敦經濟貿易辦事處處長。

## 簡歷
鍾小玲在1966年至1973年間就讀庇理羅士女子中學，畢業於香港大學（法學士、1977年至1980年），1974年加入政府工作，在皇家香港警察隊任職督察，及至1980年加入政務職系。
鍾小玲所任的重要職位包括：
- 1992年：政務總署葵青政務專員
- 1994年：政治顧問辦公室助理政治顧問
- 1995年：政務總署助理署長
- 1995年：教育統籌科首席助理教育統籌司
- 1997年：運輸科首席助理運輸司
- 2000年：民政事務總署副署長
- 2001年：法定語文專員
- 2004年：社會福利署副署長
- 2006年：民政事務局副秘書長
- 2009年11月：公務員事務局副秘書長
- 2010年：香港駐倫敦經濟貿易辦事處處長

鍾小玲在2013年退休，其職位由吳麗敏接替。

## 個人生活
鍾小玲已婚，丈夫為香港律政司前法律政策專員區義國（Robert Charles Allcock），育有1子1女。